# Língua shoshone
O shoshone (shoshoni ou xoxone) é uma das línguas uto-astecas do ramo das línguas númicas. É falada na Grande Bacia por grupos indígenas shoshones dispersos em Nevada, Idaho, Utah, Califórnia e Wyoming.

## Relação
A lingua shoshone é próxima ao comanche. Antes de 1600, os shoshones e os comanches formavam um único povo e viviam no Wyoming na região de Wind River. Depois dessa data os comanches migraram para o sul.

## Escrita
Não há uma escrita padronizada devido à grande dispersão dos shoshones. É utilizado o alfabeto latino e numa das principais versões da transliteração o uso desse alfabeto é como segue:
- vogais – a, e, i, o, u; vogais duplas são as longas
- ditongos – ai, ai, aaii, oi
- consoantes – todas do alfabeto padrão menos C “isolado”, L, Q, R, X
- dígrafos – ch, kw, ts, zh; há ainda o apóstrofo

## Fonologia
As tabelas a seguir apresentam os fonemas shoshone e à esquerda a ortografia usada em Fort Hall. Idaho.

### Vogais
|         | Anterior        | Central | Posterior |
| ------- | --------------- | ------- | --------- |
| Fechada | i ii            | e ee    | u uu      |
| Média   | ai, e, aaii, e: |         | o oo      |
| Aberta  |                 | a aa    |           |

### Consoantes
|           |           | Bilabial | Dental | Palatal | Velar | Glotal |
| --------- | --------- | -------- | ------ | ------- | ----- | ------ |
| Oclusiva  | Oclusiva  | b        | d      |         | g gw  | ʔ      |
| Fricativa | Fricativa |          | s }    |         |       | h      |
| Africada  | Africada  |          | c (ts) |         |       |        |
| Nasal     | Nasal     | m        | n      |         |       |        |
| semivogal | semivogal | w        |        | y       |       |        |